# Helmut Oberlander
Helmut Oberlander, eigentlich Oberländer (* 15. Februar 1924 in Molotschansk (deutsch: Halbstadt), Kolonie Molotschna, Ukrainische Sozialistische Sowjetrepublik; † 20. September 2021, Waterloo, Ontario, Kanada) war ein Mitglied der Einsatzgruppe D der Sicherheitspolizei und des SD ukrainisch-deutscher Herkunft. Oberlander stand auf der Liste der meistgesuchten Kriegsverbrecher des Simon-Wiesenthal-Zentrums.

## Leben
Helmut Oberländer wurde am 15. Februar 1924 als Sohn des Arztes Johannes Oberländer (1894–1930) und der Krankenschwester Lydia geb. Kludt (1902–1982) in der russlanddeutschen Mennonitensiedlung Halbstadt geboren. Er hatte eine jüngere Schwester. 
Die Zwangskollektivierung in der Sowjetunion ab 1929 führte zu Versorgungsengpässen. In dieser Zeit starb sein Vater. Im Zuge der Großen Terrors wurden 1936/37 die vier Brüder seines Vaters und zwei Schwestern seiner Mutter mit ihren Familien nach Sibirien deportiert. Mit Eintritt der Sowjetunion in den Zweiten Weltkrieg 1941 wurde die gesamte verbliebene russlanddeutsche Bevölkerung deportiert. Auch Helmut Oberländer, seine Schwester, Mutter und die Großmutter Beata Kludt waren im September 1941 bereits in einem Lager zum Abtransport interniert, als die Wehrmacht Halbstadt am 5. Oktober eroberte.
Während Oberländers Mutter, Schwester und Großmutter zu entfernten Verwandten in den Warthegau zogen, wurde der 17-jährige Helmut Oberländer sofort eingezogen und diente als Übersetzer im Sonderkommando 10a beim deutschen Einmarsch in die Ukraine 1941. Seine Aufgaben waren die Übersetzung von russischen Funksprüchen und die Unterstützung der deutschen Truppen. 1943 erhielt er das Eiserne Kreuz. Später war er als Wehrmachtssoldat bis Kriegsende an der Ostfront eingesetzt. 1944 erhielt er die deutsche Staatsangehörigkeit.
Nach zwei Monaten in britischer Kriegsgefangenschaft gelangte er im Juli 1945 zu seiner Familie nach Korntal. Er wurde Ingenieur. 1952 beantragten er und seine Frau Margaret († 2013) Visa für Kanada. Dabei gab er als Geburtsort Halberstadt statt Halbstadt an und verschwieg seine Mitgliedschaft im SS-Sicherheitsdienst. 1954 wanderten er und seine Frau nach Kanada aus, bekamen zwei Töchter und wurden 1960 kanadischer Staatsbürger. Er baute ein Baugeschäft auf, das Wohngebiete in seinem Wohnort Kitchener erschloss.

## Vorwürfe begangener Kriegsverbrechen
Oberlander diente von 1941 bis 1943 im SS-Sicherheitsdienst SD. Seine Einheit, die Einsatzgruppe D der Sicherheitspolizei und des SD, war für „ethnische Säuberungen“, also Massenmorde, in den besetzten Gebieten eingesetzt, ihre Taten richteten sich gegen Menschen jüdischen Glaubens oder jüdischer Abstammung und gegen Sinti und Roma.
Die Rolle Oberlanders während seines SS-Dienstes ist umstritten. Er selbst wies eine Schuld an den Morden stets zurück, sondern erklärte, er sei aufgrund seiner Kenntnisse der russischen und ukrainischen Sprache als Dolmetscher zwangsverpflichtet worden, und sein Dienst habe sich auf das Übersetzen beschränkt.
Bereits 1963 schrieb der sowjetische Schriftsteller Lev Ginzburg über Oberlanders Mitgliedschaft beim Sonderkommando 10a. Der Canadian Jewish Congress informierte die Royal Canadian Mounted Police im selben Jahr über die Vorwürfe gegen Oberlander. Die Polizei sah jedoch keine Notwendigkeit, den Fall strafrechtlich zu verfolgen. 1970 wurde Oberlander im Rahmen einer Untersuchung über Kriegsverbrechen der SS-Todesschwadronen durch Mitarbeiter des westdeutschen Konsulats in Toronto befragt. 
Vorwürfe gegen Oberlander selbst wurden erst 1986 erhoben. 1995 begannen in Kanada zivilrechtliche Verhandlungen gegen Oberlander, da er sich die Staatsbürgerschaft unter Verschweigen seiner Rolle als Kriegsverbrecher in der Sowjetunion erschlichen habe. 1997 ergab eine private Untersuchung, dass allein mit der Hilfe von Telefonbüchern 161 gesuchte NS-Kriegsverbrecher in Kanada ausfindig gemacht werden konnten. 2001 versuchte die kanadische Regierung zum ersten Mal Oberlander die Staatsbürgerschaft zu entziehen. Ein Entzug hätte eine Ausweisung aus Kanada zur Folge gehabt. 2004 und erneut 2009 und 2016 gaben kanadische Gerichte den Klagen des Mannes und seiner Sympathisanten gegen den Entzug der Staatsbürgerschaft statt. Der kanadische rechtsextreme Aktivist Paul Fromm setzte sich in einer seiner Radiosendungen dafür ein, dass Kanada Oberlander nicht ausliefern soll. Eine vierte Entscheidung ging hingegen im September 2018 vor Gericht zugunsten des Staates aus, da Oberlander seine Zugehörigkeit zur Todesschwadron „Einsatzkommando 10a“ in der Einsatzgruppe D bei der Einbürgerung verschwiegen hatte. Am 25. April 2019 verwarf das Bundesberufungsgericht FCA endgültig und einstimmig einen Einspruch Oberlanders, der damit den Rechtsweg erneut für sich öffnen wollte, um weiterhin klagen zu können. Er starb im September 2021 kurz vor seiner endgültigen Ausweisung aus Kanada.